# 布朗森鎮區 (密歇根州)
布朗森鎮區（英語：Bronson Township）是位於美國密歇根州布蘭奇縣的一個行政鎮區。

## 地方資料
布朗森鎮區的面積為90.00平方千米，當中陸地面積為89.70平方千米，而水域面積為0.30平方千米。根據2020年美國人口普查的數據，當地共有人口1288人，而人口密度為每平方千米14.31人。